# Burning Bridges (본 조비의 음반)
| 전문가 평가                | 전문가 평가 |
| 평가 점수                  | 평가 점수   |
| 출처                       | 점수        |
| -------------------------- | ----------- |
| AllMusic                   | [ 1 ]       |
| Asbury Park Press          | Positive    |
| Milwaukee Journal Sentinel | Mixed       |
| Newsday                    | B-          |
| The National               | [ 5 ]       |

《Burning Bridges》는 미국의 록 밴드 본 조비의 열세 번째 스튜디오 음반으로, 신곡과 이전에 발표되지 않은 미완성 곡으로 구성되어 있다. 2015년 8월 21일, 머큐리 레코드에서 발매되었다. 존 섕크스가 프로듀싱한 이 음반은 2013년 전 기타리스트 리치 샘보라가 탈퇴한 이후 처음 발매된 음반으로, 싱글 〈Saturday Night Gave Me Sunday Morning〉의 공동 작곡 크레딧을 받았지만 섕크스가 리드 기타 파트를 맡았다.
《Burning Bridges》는 머큐리를 통해 발매된 그들의 마지막 음반으로, 32년간의 레이블과의 관계를 마무리한다. 존 본 조비에 따르면 이 음반은 "우리가 싱글 〈We Don't Run〉으로 발매한 곡과 같은 몇 곡의 신곡이 완성되지 않은 해외 투어와 함께할 수 있는 "팬 레코드" 역할을 합니다." 《Burning Bridges》에 이어 2016년에 발매된 밴드의 열네 번째 스튜디오 음반인 《This House Is Not for Sale》이 모든 신곡을 수록했다.

## 배경
2014년 11월 18일, 필라델피아의 대표적인 록 방송국인 WMMR의 피에르 로버트와의 인터뷰에서 리드 싱어 존 본 조비는 곧 출시될 본 조비 음반의 작곡을 시작했으며, 2015년에 음반을 녹음하여 2016년에 발매할 예정이라고 밝혔다. 또한 리드 기타리스트 리치 샘보라가 밴드를 떠났다는 사실을 확인하고 가능성은 낮지만 밴드로 복귀하려면 문이 활짝 열려 있다고 말했다. 존은 "저는 그가 복귀하도록 허락하기 어려울 것이고 데이비드도 마찬가지일 것입니다. 우리도 그를 다시 허락한다면 많은 일이 될 것입니다. 1년 반이 지나고 80개의 프로그램을 놓쳤는데... 그건 불가능할 것 같아요." 2015년 2월까지 존은 약 12곡의 곡을 작곡하는 초기 단계에 있으며, 그 곡을 작곡한 영감은 독서 신문에서 나왔다고 확인했다.
《Burning Bridges》는 밴드와 레이블이 밴드의 음반 계약에 대한 조정된 조건에 동의할 수 없었기 때문에 머큐리 레코드에 대한 본 조비의 약속을 이행하기 위해 고안되었다. "저는 32년 내내 머큐리 레이블에 머물렀습니다. 저는 이번 주에 머큐리에서 가장 오래 근무한 아티스트입니다. 하지만 제 계약은 성사되었고, 그게 전부입니다."라고 존 본 조비는 《빌보드》와의 인터뷰에서 말했다. 음반의 타이틀 곡은 레이블에 대한 본 조비의 불만을 명시적으로 언급한다. 본 조비에 따르면 "이것은 정확히 머릿속에 맞고 무슨 일이 일어났는지 말해줍니다. 무슨 일이 일어났는지 정확히 설명하기 때문에 가사를 들어보세요. 그리고 그게 바로 그것입니다."라고 말했습니다. 머큐리 레코드의 한 관계자는 이번 분할에 대해 "존은 로큰롤의 아이콘이며, 머큐리와 30년간의 협업으로 특별한 상업적, 창의적 성공을 거둔 것을 자랑스럽게 생각합니다. 존에게 행운이 있기를 바랍니다."라고 말했다.

## 곡 목록
| #   | 제목                                      | 작사·작곡                        | 재생 시간 |
| --- | ----------------------------------------- | -------------------------------- | --------- |
| 1.  | 〈A Teardrop to the Sea〉                 | 존 본 조비, 빌리 팔콘            | 5:08      |
| 2.  | 〈We Don't Run〉                          | 본 조비, 존 섕크스               | 3:19      |
| 3.  | 〈Saturday Night Gave Me Sunday Morning〉 | 본 조비, 리치 샘보라, 섕크스     | 3:23      |
| 4.  | 〈We All Fall Down〉                      | 본 조비                          | 4:04      |
| 5.  | 〈Blind Love〉                            | 본 조비, 섕크스                  | 4:47      |
| 6.  | 〈Who Would You Die for?〉                | 본 조비, 팔콘                    | 3:54      |
| 7.  | 〈Fingerprints〉                          | 본 조비, 팔콘                    | 5:59      |
| 8.  | 〈The Devil's in the Temple〉             | 본 조비, 팔콘, 크리스 디스테파노 | 3:22      |
| 9.  | 〈I'm Your Man〉                          | 본 조비                          | 3:44      |
| 10. | 〈Burning Bridges〉                       | 본 조비, 섕크스                  | 2:44      |

## 인증
| 국가                         | 인증 | 판매량/출하량 |
| ---------------------------- | ---- | ------------- |
| 오스트리아 (IFPI 오스트리아) | 골드 | 7,500*        |
| *판매량을 기반으로 한 인증   |      |               |